# Targhe d'immatricolazione della Lettonia

Formato in uso dal 1º maggio 2004

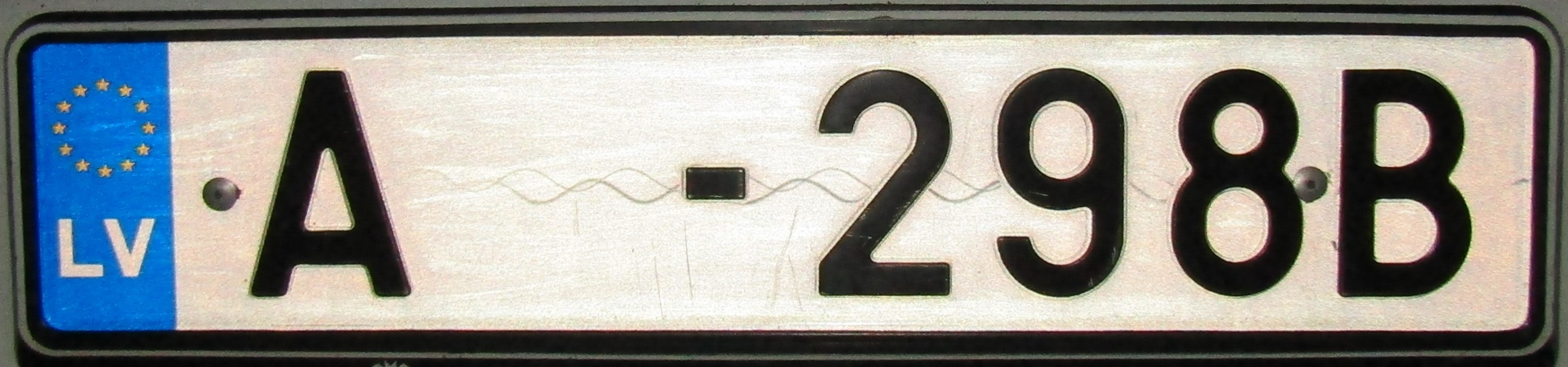
Esempio di formato per rimorchi introdotto nel 2021

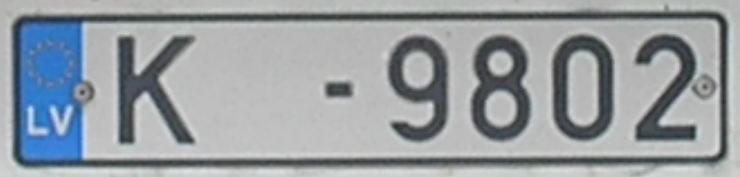
Targa di un rimorchio immatricolato prima del 2021

Le targhe d'immatricolazione della Lettonia sono destinate a identificare i veicoli immatricolati nel paese baltico.

## Sistema in uso e modifiche intervenute dal 1991

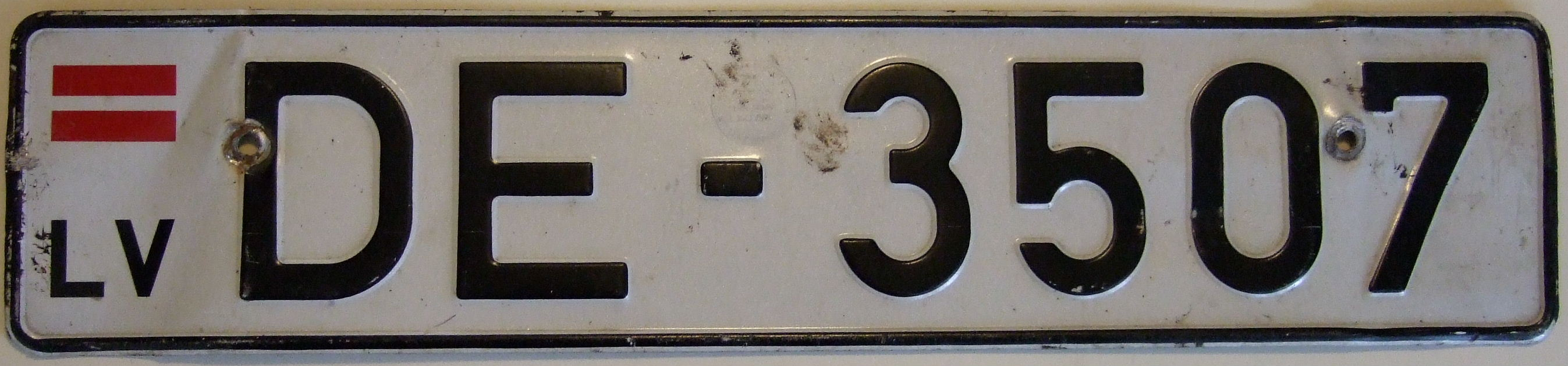
Formato utilizzato dal 1993 al 30/04/2004

Le targhe standard sono di norma composte da due lettere seguite da un trattino e un numero di quattro cifre. Nei rimorchi e semirimorchi la lettera anteposta al trattino è una sola. Dopo il raggiungimento della combinazione Z-9999, dagli ultimi mesi del 2020 la serie è composta da una lettera, un trattino, un numero a tre cifre e un'ulteriore lettera. 
A partire dal 1º maggio 2004 è presente a sinistra banda blu con le dodici stelle gialle, rappresentate in cerchio, dell'Unione europea e la sigla internazionale LV (Latvija) di colore bianco. Le lettere e i numeri non hanno alcuna corrispondenza con la zona di immatricolazione. 
Il font adottato è l'Austria. Nelle targhe ordinarie non vengono utilizzate le lettere "Q", "W", "X" e "Y", mentre la "I" è usata nel solo formato su doppia linea. 
Dal 1993 al 30 aprile 2004, al posto della fascia blu a sinistra, si trovavano in alto la bandiera nazionale e in basso, a caratteri neri, le lettere "LV". 

### Formato sovietico

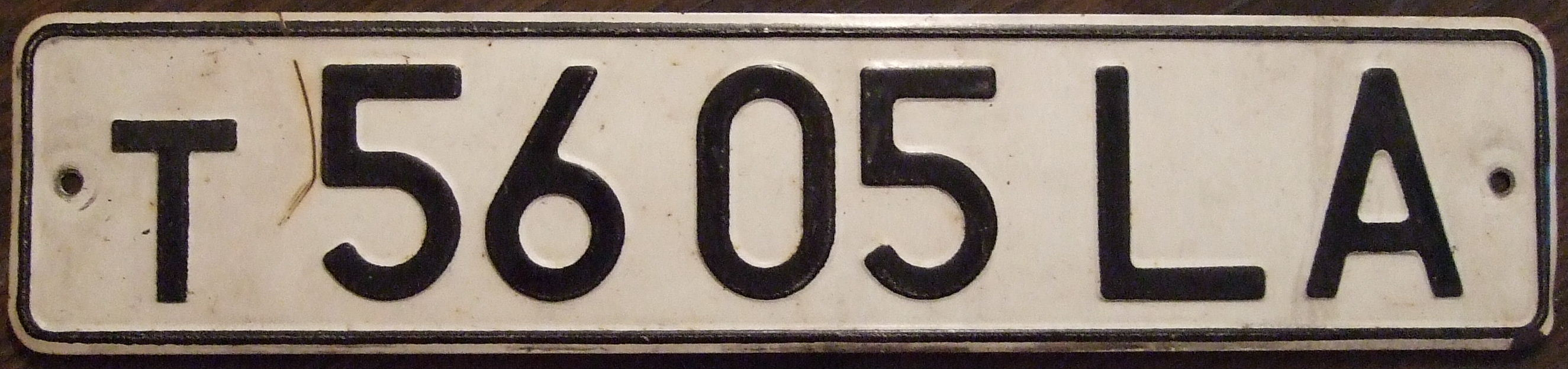
Targa d'immatricolazione di un veicolo privato con formato emesso dal 18/03/1991 al 1993

Le targhe lettoni emesse dalla primavera del 1991(qualche mese prima dell'indipendenza dall'URSS) al 1993 avevano ancora il formato sovietico, tuttavia a destra la sigla LA (Latvija), che nei veicoli di proprietà dello Stato precedeva una terza lettera, era scritta in caratteri latini e non più cirillici.

## Targhe personalizzate

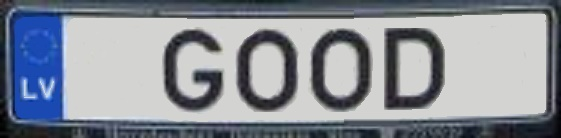
Targa personalizzata

Il governo lettone permette l'immatricolazione di targhe personalizzate (che non seguono quindi lo schema AA-1234), il cui costo attuale ammonta a circa 3560 €. Possono essere composte da un numero minimo di due e massimo di otto caratteri, compresi gli spazi, disposti su una o due linee; in ogni caso non è permessa l'emissione di targhe con sole cifre: ci dev'essere almeno una lettera. Inoltre lo stesso carattere non può essere ripetuto più di tre volte senza interruzioni (per esempio: XXX1XXX).

## Formati e dimensioni

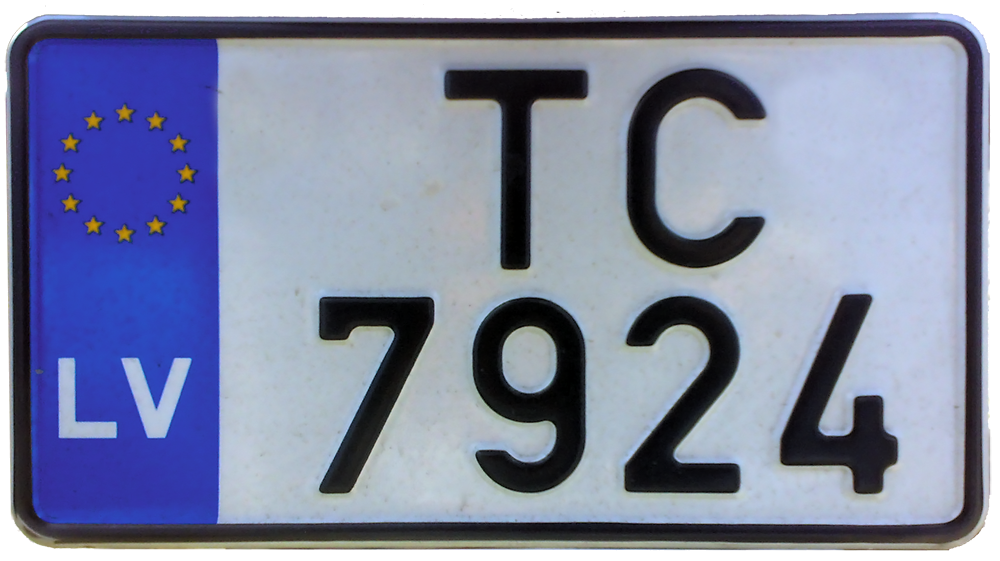
Targa di un motociclo con cilindrata >125 cm³

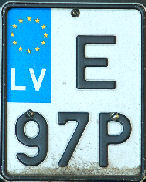
Formato per ciclomotori

Le targhe anteriori misurano 520 × 111 mm, quelle posteriori standard 520 × 110 mm, quelle su due linee per autovetture 280 × 200 mm. È possibile avere un ulteriore formato per i veicoli (di produzione americana o giapponese) con alloggiamento ridotto per la targa posteriore: le dimensioni sono di 300 × 110 mm e i caratteri sono solo quattro, senza trattino separatore tra le due lettere e le due cifre. Dal 2014 viene prodotto un formato che misura 305 × 152 mm.
Le dimensioni delle targhe dei motocicli con cilindrata >125 cm³, delle macchine agricole e da costruzione sono 240 × 130 mm. Le moto con cilindrata da 50 fino a 125 cm³ hanno targhe che misurano 177 × 130 mm e con un massimo di tre cifre anziché quattro. 
I ciclomotori, la cui sequenza originaria era formata da una lettera in alto e 1-3 cifre progressive in basso, al raggiungimento della "Z" dal 2008, hanno la banda blu UE e una lettera (partendo da A) nella riga superiore e due cifre anteposte a un'altra lettera seriale in quella inferiore. Le dimensioni, che sono identiche per i veicoli off-road, sono 133 × 165 mm.

## Varianti

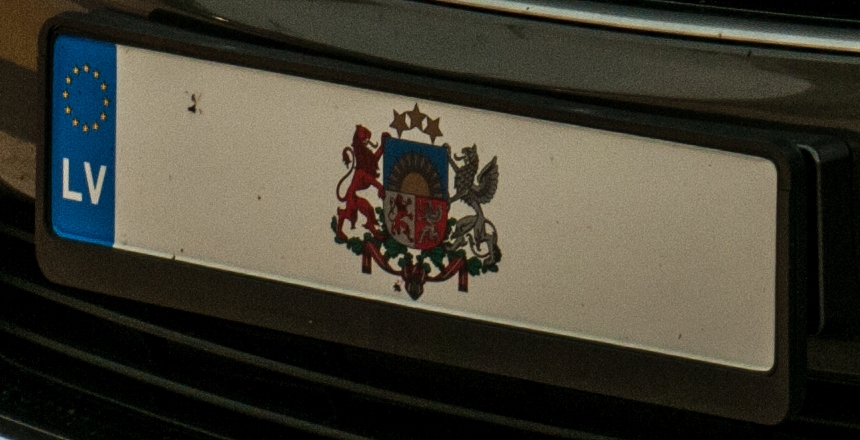
Targa anteriore di una vettura ufficiale del Presidente

Facsimile di targa diplomatica

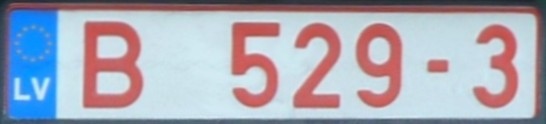
Targa provvisoria per commercianti di veicoli (B = autovettura, 3 = 2013)

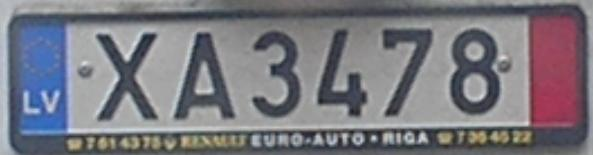
Targa temporanea di transito

- Le automobili ufficiali del Presidente della Repubblica si distinguono per lo stemma nazionale al centro; a sinistra si trova la banda blu con le dodici stelle gialle dell'Unione europea, non sono invece presenti né cifre né lettere.
- Da maggio 2003 nelle targhe diplomatiche, rosse con bordo e caratteri neri (dal 26/06/2015 azzurri nel caso in cui il veicolo sia elettrico), i Paesi della rappresentanza e le organizzazioni internazionali sono identificate dalla prima o dalle prime due (in alcuni casi tre) cifre dopo il codice, a seconda che il numero sia formato da tre o da quattro-cinque cifre; per esempio la combinazione del primo veicolo immatricolato appartenente al Corpo diplomatico degli USA è CD - 500. I numeri identificativi degli Stati od organizzazioni internazionali sono riportati nella seguente tabella[3][4]:

| 1   | Germania            | 2   | Svezia         | 3   | Islanda                                   |
| 4   | Francia             | 5   | Stati Uniti    | 6   | Danimarca                                 |
| 7   | Belgio              | 8   | Rep. Ceca      | 9   | Polonia                                   |
| 10  | Regno Unito         | 11  | Finlandia      | 12  | Canada                                    |
| 14  | Italia              | 17  | Irlanda        | 18  | Norvegia                                  |
| 19  | Paesi Bassi         | 20  | Ungheria       | 22  | Cina                                      |
| 24  | Spagna              | 30  | Turchia        | 33  | Russia                                    |
| 34  | Svizzera            | 35  | Estonia        | 36  | Unione europea                            |
| 40  | Portogallo          | 43  | Bielorussia    | 45  | Ucraina                                   |
| 46  | Grecia              | 49  | Unione europea | 55  | Corea del Sud                             |
| 58  | Uzbekistan          | 59  | Moldavia       | 67  | Comitato internazionale della Croce Rossa |
| 70  | Slovacchia          | 84  | Georgia        | 90  | Polonia                                   |
| 99  | Nazioni Unite       | 100 | Cambogia       | 107 | Azerbaigian                               |
| 117 | Emirati Arabi Uniti |     |                |     |                                           |

- I veicoli all'interno dell'aeroporto di Riga riportano nella targa la scritta LIDOSTA (che in lettone significa appunto "aeroporto") seguita da un numero progressivo di una o due cifre.
- Le targhe provvisorie per concessionari sono riconoscibili per i caratteri rossi in campo bianco e la banda blu UE a sinistra; l'unica lettera identifica la categoria del veicolo (A per motociclo, B per autovettura, C per camion, D per autobus ed E per rimorchio)[5] e precede due o tre cifre progressive, un trattino e un'ulteriore cifra, a volte di dimensioni ridotte e posizionata non al centro ma in alto, indicante l'anno di validità (per esempio 7 = 2017).
- Le targhe utilizzate durante i test drive sono simili a quelle delle serie normali ma con le lettere invariabili IZM e una o due cifre. IZM è l'abbreviazione di izmēģinājums, che in lettone significa "prova".
- Le targhe temporanee di transito hanno, come quelle standard, numeri e lettere neri su sfondo bianco come quelle ordinarie, ma manca il trattino tra le lettere e le cifre; a sinistra è posizionata la banda blu UE, a destra una fascia rossa verticale (che fino al 2004 si trovava a sinistra). I codici in uso sono: TK, XA, XB, XC, XD e XE per gli autoveicoli[6]; TP e XP per i rimorchi; XB è l'unico attualmente utilizzato per i motoveicoli.
- I veicoli off-road come i quad, che non possono circolare sulle strade pubbliche, si contraddistinguono per la mancanza della banda blu e i caratteri neri su fondo turchese disposti su doppia linea: in alto due lettere (sono documentate le combinazioni OY e SP, vd. infra) e in basso quattro cifre.

### Codici speciali

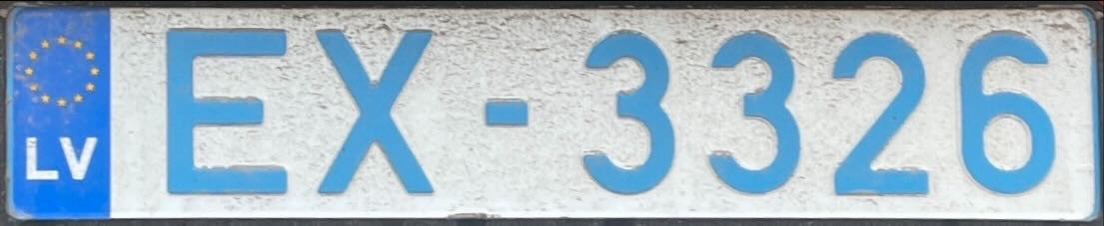
Targa di un autoveicolo elettrico

Modello di formato per taxi

- AA 5601–5699 - Agenzie e istituzioni statali
- AA 6601–6699 - Membri del Governo e altri funzionari
- AA 8001–8060 - Amministrazione governativa
- AA 8801–8899 - Governatori locali
- AN 5000–5099 - Forze di sicurezza del Presidente
- C (nero su rosso) - Personale tecnico-amministrativo senza status diplomatico accreditato presso un'ambasciata o un consolato
- CC (nero su rosso) - Corpo consolare
- CD (nero su rosso) - Corpo diplomatico
- CH (numerazione a tre cifre anteposta alla sigla) - Console onorario residente in Lettonia (Consul Honoraire in francese)
- D (nero su giallo dal 20/11/1991 a tutto il 1992, nero su rosso presumibilmente da gennaio a maggio 1993) - Corpo diplomatico[7]
- EX (azzurro su bianco, dal 26/06/2015) - Autoveicoli elettrici[8]
- EX (azzurro su giallo, dal 26/06/2015) - Taxi elettrici

- FD 5501–5599 - Forze di sicurezza del Presidente
- L - Rimorchi dell'Esercito
- LA - Automezzi dell'Esercito (Latvijas Armija)
- MK - Vetture del Consiglio dei Ministri (Ministru Kabinets)
- OY, SP - Veicoli off-road (nero su turchese)
- P Lx (x = lettera variabile partendo da "A", le cifre sono posizionate sulla linea inferiore) - Rimorchi agricoli
- RD - Consiglio comunale di Riga (Rīgas Dome)
- TA, TB, TC, TD, TF, TG, TO (sulla riga inferiore si trova la numerazione) - Motocicli
- T Lx (x = lettera variabile partendo da "A", le cifre sono posizionate sulla linea inferiore) - Macchine agricole, macchine operatrici
- TX, TQ, TE (nero su giallo) - Taxi
- VS - Veicoli storici (Vēsturiskais Spēkrats)
- 1234567 (nero su bianco senza banda blu o nero su giallo con banda blu) - Taxi-bike[9]

## Vecchie targhe per macchine agricole e da costruzione
Dal 1993 al 1999 le targhe per macchine agricole o da costruzione avevano lo stile sovietico e i caratteri neri su fondo bianco; misuravano 288 × 206 mm. Due numeri di due cifre sormontavano due lettere di dimensioni leggermente ridotte rispetto alle cifre, con una L invariabile e una lettera seriale; gli angoli inferiori erano tagliati. 
I rimorchi agricoli avevano targhe simili ma con le due lettere sopra la numerazione e gli angoli superiori tagliati.